# Капаларасанская минеральная вода
Капаларасанская минеральная вода (каз. Қапаларасан минералды суы; ранее — Арасанская минеральная вода) — лечебная родниковая вода, выходит на поверхность через тектонические разломы на высоте 1000—1200 м. Родник расположен на левом берегу реки Биен, на окраине аула Арасан. Казахстан, Жетысуская область, Аксуский район.
В 1854 году И. А. Залуговский описал минеральные источники в своей статье «Арасанские минеральные ключи близ укрепления Копальского (в Киргизской степи)».
В 1888 году П. А. Соломин в своей работе «Капало-арасанские минеральные воды» продолжил описание минеральных вод.
В 1954—1964 годах вырыто несколько скважин для исследования состава минеральной воды и её лечебных свойств. Уровень воды поднимается на высоту 0,2—5,5 м над поверхностью земли. При понижении уровня на 7,5—15 м в сутки добывается 130—670 м³ воды.
По химическому составу хлористо-сульфатно-натриевая, минерализация 0,5—0,6 г/л. Температура воды 34—44 °C.
Поступает в водолечебный санаторий Капаларасан. Используют при лечении заболеваний сердечно-сосудистой, кровеносной и нервной систем, а также лёгких, печени, кожных, гинекологических и других заболеваний.